# Eglantyne Jebb
Eglantyne Jebb (Ellesmere, 25 agosto 1876 – Ginevra, 17 dicembre 1928) è stata un'attivista britannica, fondatrice dell'Organizzazione non governativa internazionale Save the Children.

## Biografia
Eglantyne Jebb, dopo gli studi ad Oxford, divenne dama della Croce Rossa durante la prima guerra mondiale. Durante il servizio che aveva prestato fu molto colpita dalle sofferenze inflitte dalla guerra ai bambini e aveva quindi pensato che fosse necessario affermare alcuni diritti fondamentali propri dei bambini. Il 19 maggio 1919 a Londra Eglantyne Jebb insieme alla sorella Dorothy Frances (in Buxton) fondano l'organizzazione Save the Children Fund per la difesa e la promozione dei diritti dei bambini.
Eglantyne Jebb, nel 1923, scrisse la prima Carta dei Diritti del Bambino, adottata dalla Lega delle Nazioni, elaborata ed adottata nel 1989 dalle Nazioni Unite.